# 琴剣淳弥
琴剣 淳弥（ことつるぎ じゅんや、1960年7月6日 - 2021年3月26日）は、日本の漫画家。元大相撲力士で、日本相撲協会の公認漫画家でもあり「相撲漫画家」の肩書きを使っている。他に、有限会社琴剣代表、日本スポーツエージェント所属のタレント。日本漫画家協会会員。本名は、宮田 登（みやた のぼる）。

## 来歴
福岡県田川郡香春町出身で、少年時代から絵を描くのが趣味であった。
中学卒業後、佐渡ヶ嶽部屋に入門して、1976年3月場所に初土俵。師匠の佐渡ヶ嶽からは「午前中は稽古がきついけれど、午後は好きなことやっていいから」と口説かれて、漫画が描けると喜んだ宮田少年は入門に至った。ところが午前中は稽古、午後は雑用と漫画を描く余裕はほとんどなく、最初は周囲に隠れて漫画を描いた。自分をいじめた兄弟子が怪我をする絵などを描いて憂さを晴らしたという。
初土俵のときに十両であった8代尾車(元大関・琴風)の述懐によると、15歳の宮田少年の出世披露での化粧まわしは尾車が貿易会社の社長から初めて贈られたものであり、自身の付け人時代もいつもスケッチブックを持ち歩いていた。稽古場では淡々としており、力士として出世は出来なかったが「優しい子」であった。自身が幕下に陥落し、風呂や土俵の掃除をしようとすると「関取、やめてください。俺たちがやりますから」と手伝ってくれたという。
現役時代からスポーツ紙にイラストを掲載するなど、異色の力士として角界では有名であった。
1986年9月場所で廃業、最高位は三段目46枚目。四股名は初土俵のみ本名で、その後琴九州（1978年9月場所まで）→琴剣 登（1984年3月場所まで）→琴剣 淳弥と変えている。最初の四股名は「あまりにも名前がでかすぎたな」と師匠によって改名を命じられ、師匠の案で琴剣の四股名を与えられたという。四股名の由来は「ペンは剣よりも強し」から。
師匠・佐渡ヶ嶽からは「お前はそれでいいんだよ」と漫画を描くことを認められていた。琴剣は「あの時の師匠の優しさがなければ今の僕はいませんでした」と終生感謝している。
廃業後、兄弟子が営んでいたちゃんこ店で修業を積んでから妻の出身地である千葉県船橋市でちゃんこ店を開店。しかし妻が病に倒れたため7年で閉店。
1990年、芳文社「まんがスポーツ」（1994年で休刊）に連載作「やぐら太鼓の詩」が掲載され、本格的に漫画家としての活動を開始。1991年から2020年まで、「スポーツ報知」紙上において大相撲本場所期間中に相撲ネタの1コマ漫画を担当したことでも知られた。ちゃんこ店を閉店してからはゴミ処理施設で働いており漫画から離れていたが、妻に「夢があるんでしょ？」と言われ、漫画家活動を再開。以後自らの経験を元にした相撲漫画を多く執筆する。作風は暖かみのあるコミカルなものから写実的なものまで幅が広い。錦絵風の力士の似顔絵にも定評がある。力士の化粧まわしのデザインも手がけ過去には琴錦や琴欧洲、琴奨菊や大砂嵐の化粧回しのイラストを手がけた。また漫画家の他にラジオのパーソナリティを務めた。
稀勢の里の引退相撲では、記念グッズなどの製作にも携わった。面倒見がよく、気遣いもできる性格から、白鵬、秀ノ山親方ら、角界関係者から慕われた。
2002年、千葉県船橋市にちゃんこ料理店を開店。
2020年12月26日に右肩から手にかけて力が入らなくなり、腕の神経麻痺と診断された。
2021年1月18日、公式Twitterですべての連載の休載を発表し療養中であったが、同年3月26日に千葉県習志野市内の病院で死去。60歳没。
家族によると3月21日の夜に体調不良を訴え、救急搬送され入院したという。5月場所での連載再開を目指していたが、叶わぬ夢に終わった。
2024年6月18日、未亡人が力士以外で相撲振興に寄与した人に与えられる「永楽相撲功労賞」を受賞。

## 力士の食についての証言

### 佐渡ヶ嶽部屋のちゃんこなどについて
九州出身だが、現役時代の部屋の所属力士には北海道出身者が多く、力士の家族から送られた北海道の名産品が入ったちゃんこを「こんな食べ物があるんだ」と感銘を受けた。一方、ハワイ出身力士が角界に入門した影響で、ウインナーやソーセージの入ったちゃんこなど、当時としては画期的なちゃんこ鍋が登場したと、自身が証言している。そんな琴剣は、2018年の記事で、ちゃんこがうまいのは佐渡ヶ嶽部屋であると断言している。

### 力士の好き嫌い、食のこだわりについて
ちゃんこに慣れない時期のあった力士の話も知っており、2018年の時点でこそ塩辛や納豆を白米のおかずにする琴欧洲も、当初は白米を蝋燭をハサミで刻んだもののようだと毛嫌いしていたそうである。モンゴル人は米に何かをかけた料理を納得できない傾向があるとも話しており、カレーライスなどはモンゴルが嫌いな料理であると言っている。モンゴル人はあんこも嫌いであると証言している。豪栄道は大の焼肉通であり、どんどん火が入るのでおしゃべりしながら焼肉を食べるのを嫌うという。

### ちゃんこ文化の危機について
相撲部屋の中にはちゃんこがまずい部屋もあり、中には合理性を優先して稽古後は仕出し弁当で済ませるためちゃんこ制度自体無い部屋もあるという。琴剣は角界からちゃんこ文化そのものが消滅する時代が到来することを懸念しており、その文化を守ることこそが相撲漫画家としての使命であると語っている。

## 漫画作品・他刊行書籍
- 「やぐら太鼓の詩」（芳文社「まんがスポーツ」連載）
- 「おむすびころりん」（朝日新聞社「朝日小学生新聞」連載）
- 「漫画 相撲おもしろちゃんこ鍋 元力士琴剣があかすすもうの世界」（博栄出版刊）
- 「琴剣のごっつあんです 漫画相撲体験記」（NTT出版刊）
- 「おすもうさん」児童書（小峰書店刊）
- 「マンガちゃんこ入門」（講談社刊）
- 「琴剣のちゃんこ道場」（ベースボール・マガジン社刊）
- 「琴剣の相撲技ザ決まり手」（博美堂刊）
- 「相撲の歴史と文化」（日本相撲協会）
- 「漫画 大相撲伝」（日本相撲協会）
- 「漫画 大相撲入門編」（日本相撲協会）
- 「琴剣のどすこい一番星」（報知新聞社「スポーツ報知」連載）
- 「秘伝!大相撲ちゃんこレシピ」監修・イラスト（ベースボール・マガジン社刊）
- 「相撲絵師 琴剣大相撲イラスト集」(ホビージャパン刊)
  - この他各メディアにイラスト・エッセイの各種連載を持つ。相撲関係書籍への挿画も多数ある。

## メディア出演
- POWER BAY MORNING（bayfm、本場所中のみコーナー出演）
- 琴剣のハイ、今日も待ったなし!（番販形式で地方のラジオ局でネット、この番組は元々蔵間龍也が担当していたが、1995年に蔵間が死去したため琴剣が引き継いだ。終了）
- CM「日本のお茶〜清流茶房」（力士役として登場）
- マツコの知らない世界SP「相撲メシの世界」（2017年5月2日、TBS） - プレゼンター
- ラジオくにまるジャパン極(2016年春から)「スポーツ情熱列島」コーナーゲスト、レギュラーコメンテーター